# Orbea
Pour les articles homonymes, voir Orbea (homonymie).

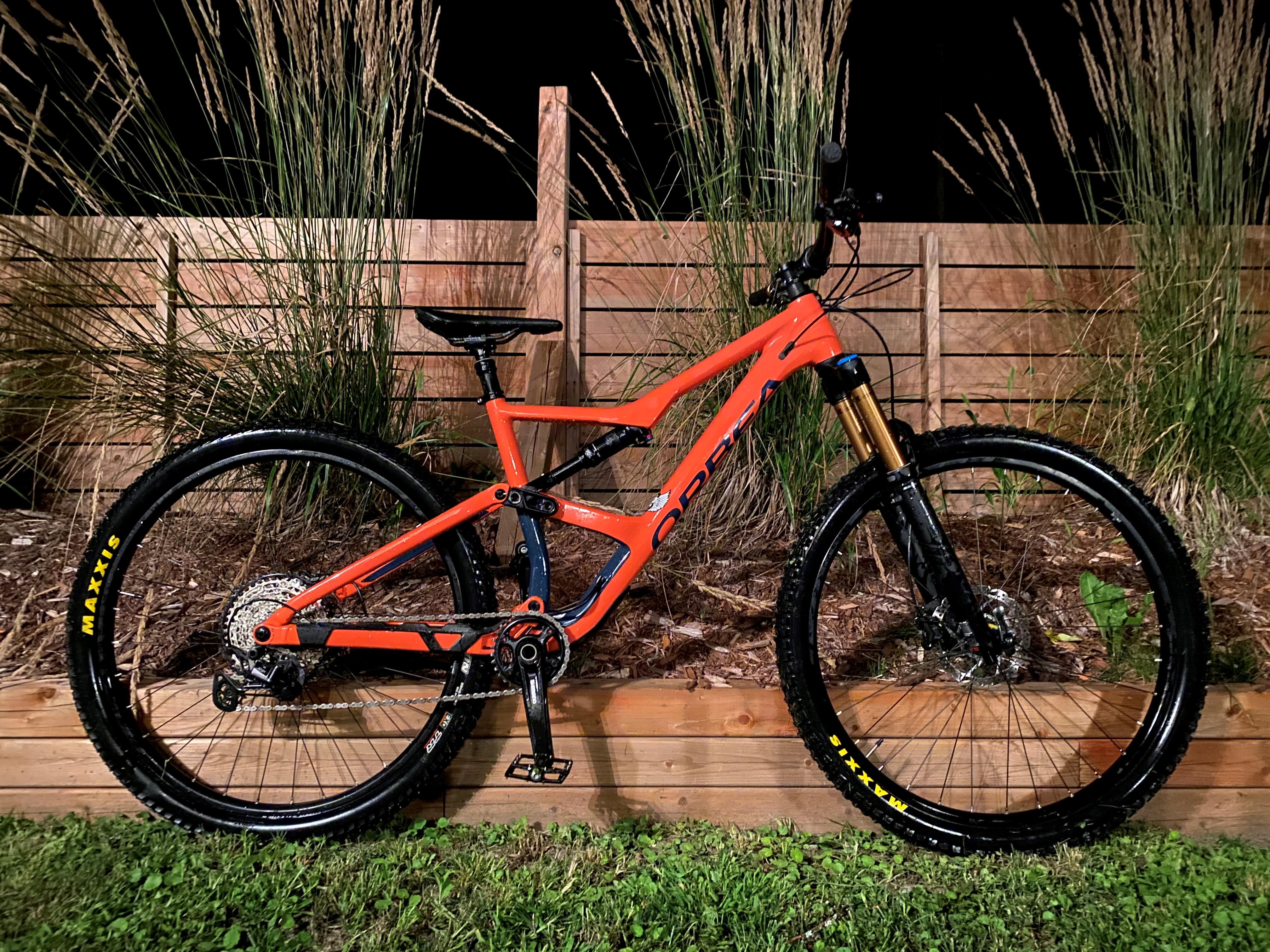
Le Orbea Occam H20 XT 2020, avec l'amélioration de la fourche Fox 36 Kashima

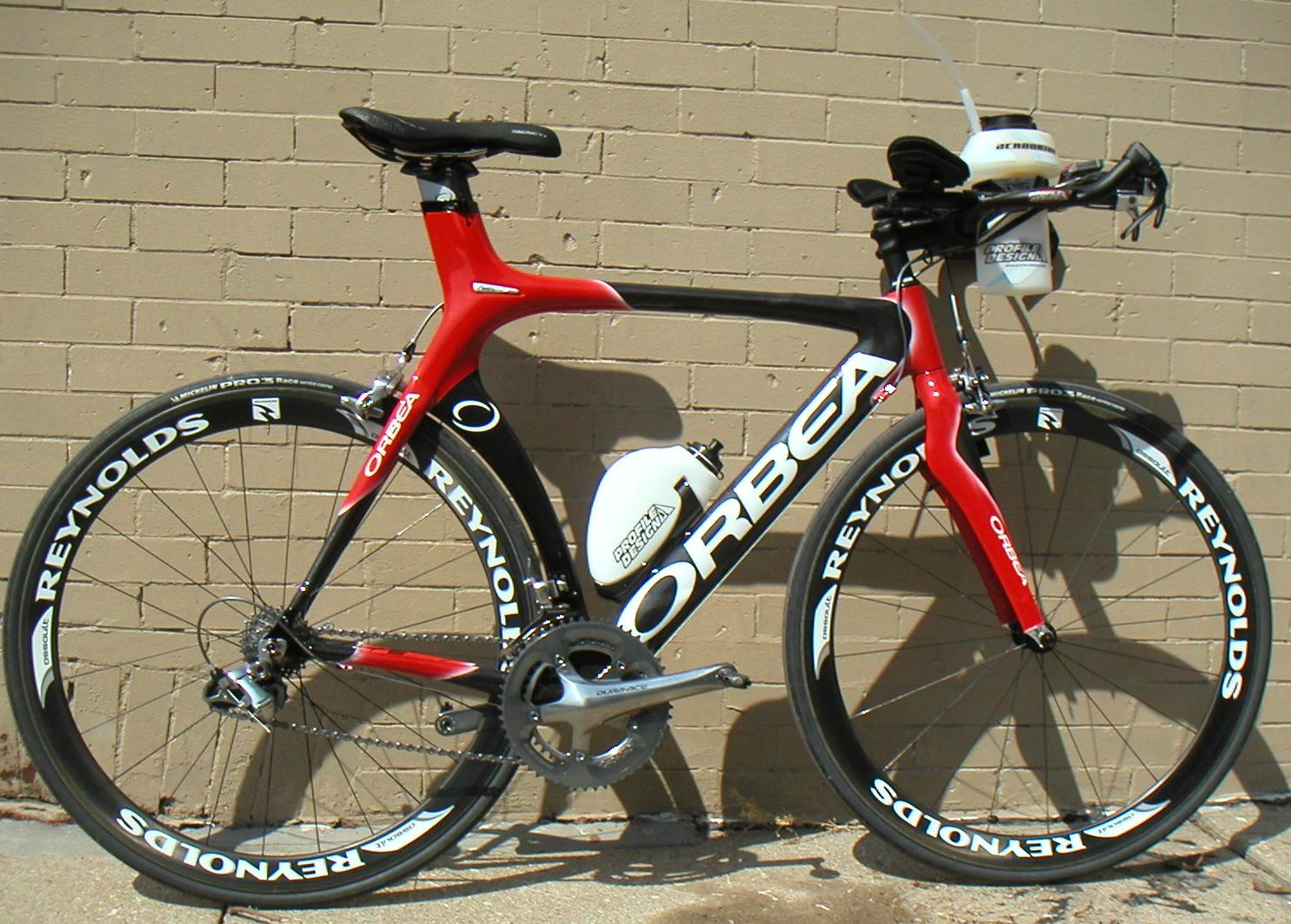
Une bicyclette de la marque

Orbea est un fabricant de vélos depuis 1930. L'entreprise fondée en 1840 comme fabricant d'armes de poings comme Orbea Hermanos (soit Orbea & Frères) est aujourd'hui une société coopérative inscrite (en 1987) au Registre Central du gouvernement basque et ayant son siège social à Mallabia (Biscaye) en Espagne. 
Orbea, qui signifie « le monde » en basque, fait partie de la Corporation Mondragon.

## Production cycliste

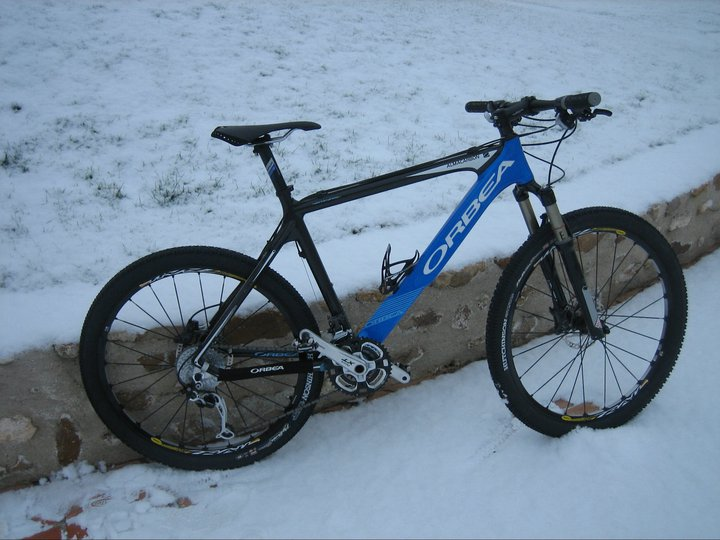
Orbea XC Alma avec cadre en carbone

Orbea produit tout type de vélos : vélo de route, vélo tout terrain (VTT) et vélo de ville.
Entre 2015 et 2017, Orbea a fourni les vélos à l'équipe de cyclisme professionnel Team Cofidis.
De 2018 à fin 2019, Orbea a fourni les vélos de l'équipe de cyclisme professionnel Vital Concept.
Depuis 2024, Orbea fournit les vélos de l'équipe Lotto Dstny.